# Герб Лиды

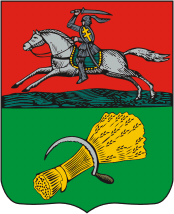
Городской герб с 1845 г. до нач. ХХ в.

Герб Лиды — официальный геральдический символ города Лида Гродненской области Беларуси. Является одним из древнейших гербов Беларуси. Лида получила свой герб по магдебургскому праву 17 сентября 1590 года подписанного Жигимонтам III. Герб и его положение были утверждены решением Лидского городского Совета депутатов от 9 апреля 2002 г. № 13-71.
Герб зарегистрирован в Гербовом матрикуле Республики Беларусь 30 мая 2002 (№ 85).

## Описание
Герб представляет собой барочный щит разбитый «в столб». В правом поле красного цвета золотой лев, повёрнутый направо, в левом голубым — два перекрещённых золотых ключа.
Лев — популярное геральдическое животное, он ассоциируется с силой, мощностью, великодушием, благородной отвагой. Лидский лев стоит в обычной геральдической позе, стоит на задних лапах, передними атакует, язык высунут с пасти, хвост поднятый и загнутый; но, в отличие от типичных львов, на лидском гербе изображение повёрнуто влево. Красное поле — символическое поле, которое промочено кровью воинов. Только три белорусских города имеют изображение льва на своих гербах: Лида, Слоним и Городок (Витебская обл.). Скрещённые золотые ключи единственные на белорусских гербах. Голубой цвет означает воздух, ключи на голубом — возможно ключи от рая.

## История
6 апреля 1845 года указом Николая I, герб был изменён на новый, который представлял собой щит, разделённый на две половины. В верхней половине — герб Виленской губернии (погоня), в нижним сноп хлеба и серп. Сегодняшний герб города представлен в виде 1590 года.